# 麥克·巴拉諾維茨

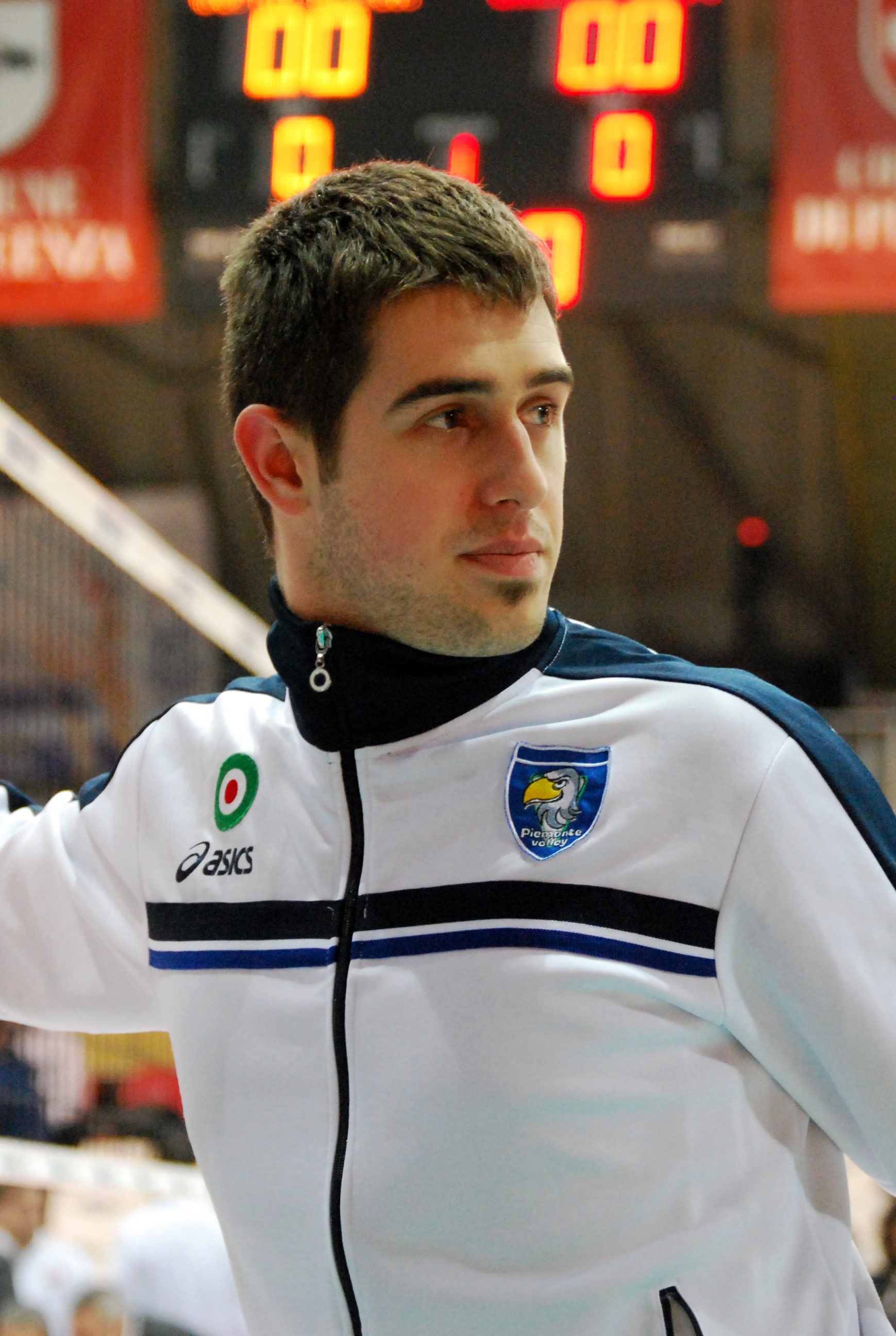
麥克·巴拉諾維茨

麥克·巴拉諾維茨（義大利語：Michele Baranowicz；1989年8月5日—）是一位意大利排球運動員。他也代表意大利國家男子排球隊參賽。他是一位波蘭裔意大利人。